# Jef Dutilleux
Pierre-Joseph Dutilleux, dit Jef Dutilleux, est un peintre belge de la première moitié du XXe siècle.

## Biographie
Formé à l'Académie royale des beaux-arts de Bruxelles de 1895 à 1898 Jef Dutilleux adopte le post-impressionnisme. Il peint principalement des figures, paysages, natures mortes et marines. Il participe à sa première exposition en 1900 et expose des toiles aux salons triennaux de Gand et de Liège.
Pendant l'occupation allemande de la Belgique (1914-18), Jef Dutilleux se réfugie dans le Westhoek. Il y peint les réfugiés et la dévastation causée par la guerre. En 1919 il peint Yser sur commande de l'État belge, acquis par les Musées royaux des beaux-arts de Belgique en 1920.
Après la guerre il s'établit à Uccle où il meurt en 1960.
Indépendant, il a toutefois participé aux cercles Le Labeur et Uccle Centre d'Art.